# Bhilwara
Bhilwara är en stad i delstaten Rajasthan i nordvästra Indien. Den är administrativ huvudort för distriktet Bhilwara och hade 359 483 invånare vid folkräkningen 2011. Namnet kommer från bhilfolket som ursprungligen ska ha bott här, men drivits bort av indoariska folkgrupper. Bhilwara är centrum för Rajasthans textilindustri. 